# Aeschynomene nodulosa
Aeschynomene nodulosa är en ärtväxtart som först beskrevs av John Gilbert Baker, och fick sitt nu gällande namn av Baker f. Aeschynomene nodulosa ingår i släktet Aeschynomene och familjen ärtväxter. Inga underarter finns listade i Catalogue of Life.